# Carlos Llavador
Carlos Llavador Fernández (ur. 26 kwietnia 1992 w Madrycie) – hiszpański florecista, brązowy medalista mistrzostw świata.
Podczas mistrzostw świata w Wuxi w 2018 roku wywalczył brązowy medal w turnieju indywidualnym. Wyprzedzili go jedynie Francuz Alessio Foconi i Richard Kruse z Wielkiej Brytanii. Był też między innymi ósmy na mistrzostwach świata w Mediolanie w 2023 roku.
Wystartował na igrzyskach olimpijskich w Tokio w 2020 roku, zajmując 23. miejsce w turnieju indywidualnym. W 2024 roku ponownie wziął udział w Letnich Igrzyskach Olimpijskich, gdzie w rywalizacji indywidualnej florecistów odpadł w 1/8 finału z Mohamedem Hamzą. 
Na mistrzostwach Europy w Montreux (2015) zdobył indywidualnie brązowy medal.